# Fping
fping — Свободно распространяемая утилита для UNIX-систем. Проверяет доступность узлов в сети путём посылки ICMP ECHO_REQUEST пакетов. В отличие от стандартной утилиты ping, можно указать сколько угодно узлов в командной строке, или указать текстовый файл со списком узлов. Вместо того, чтобы послать запрос и ожидать ответа от одного узла, fping посылает запрос и переходит к следующему узлу по round-robin
По умолчанию, когда узел ответил, он удаляется из списка узлов для проверки, если же в течение заданного времени и/или количества попыток ответ не пришёл, то такой узел считается недоступным. fping может посылать указанное или бесконечное количество запросов, так же, как это делает ping
В отличие от ping, fping подразумевает использование его в скриптах, поэтому он выводит данные в форме удобной для разбора скриптом (parse)
fping относится к утилитам, использующим ping sweep технологию. Вы должны понимать что пингование (сканирование) узлов или сетей, которые вам не принадлежат, может трактоваться как нежелательное действие.
fping используется в следующих системах мониторинга
- SmokePing.[1][нет в источнике]
- Xymon.[2]
- Zabbix.[3]

Ключ «-e» показывает RTT — время от момента посылки запроса до момента получения ответа), а ключ «-c» указывает количество посылаемых пакетов.
```
%% fping -e -c 3 192.168.1.1

192.168.1.1 : [0], 84 bytes, 3.04 ms (3.04 avg, 0 % loss)
192.168.1.1 : [1], 84 bytes, 2.11 ms (2.57 avg, 0 % loss)
192.168.1.1 : [2], 84 bytes, 2.25 ms (2.46 avg, 0 % loss)

192.168.1.1 : xmt/rcv/%loss = 3/3/0%, min/avg/max = 2.11/2.46/3.04
```

## Авторы
- Roland J. Schemers III, Stanford University, concept and versions 1.x
- RL «Bob» Morgan, Stanford University, versions 2.x
- David Papp, versions 2.3x
- David Schweikert, versions 3.x

## История
- Dec/2011 — David Schweikert продолжил работу над fping, выпустив версию 3.0 и собрав в неё ряд существующих исправлений. Сайт переехал в домен org: www.fping.org.
- Mar/2007 — fping перенесен на sourceforge.net
- Sep/2002 — Thomas Dzubin взялся за поддержку кода и веб-сайта www.fping.com вместо David Papp
- Jan/2002 — Jeroen Massar добавил поддержку IPv6. Выпущена версия 2.4b2_to-ipv6
- Nov/2001 — Tobias Oetiker исправил ошибки для использования в своей SmokePing. Выпущена версия 2.4b2_to
- Jul/2001 — Andreas Erhart нашёл ошибку, когда съедалась первая цифра после точки в режиме -C n. Исправлено в версии 2.4b2.
- Jul/2001 — Benjamin Gardiner скомпилировал fping на Mac OS X
- Jul/2001 — Добавили каталог «contribs» в секцию загрузки.
- Jul/2001 — tarball распаковывается в свой каталог вместо текущего.